# ایلینسکو-پودومسکویه
ایلینسکو-پودومسکویه (به لاتین: Ilyinsko-Podomskoye) یک منطقهٔ مسکونی در روسیه است که در استان آرخانگلسک واقع شده‌است.